# NGC 127
NGC 127 (ook wel PGC 1787, MCG 0-2-50, ZWG 383.29, NPM1G +02.0013 of IRAS00266+0235) is een lensvormig sterrenstelsel in het sterrenbeeld Vissen.
NGC 127 werd op 4 november 1850 ontdekt door Bindon Blood Stoney (1828-1909), assistent van de Ierse astronoom William Parsons.

## Ecliptica
Het stelsel NGC 127 bevindt zich betrekkelijk dicht bij de Ecliptica, hetgeen betekent dat het, vanaf de Aarde gezien, regelmatig bezoek krijgt van de planeten van het Zonnestelsel, alsook bedekt kan worden door de Maan.